# Геннах
Геннах (нем. Gennach) — протекает на юге Германии, самая длинная река Восточного Альгоя и самый длинный приток реки Вертах. Длина — 46,91 км. Площадь водосборного бассейна составляет 422,65 км².
Высота истока — 770 м над уровнем моря. Высота устья — 550 м над уровнем моря.
Средний расход воды — 1,4 м³/с (в г. Бухлоэ), данный показатель увеличивается во время высокой воды в несколько раз. Максимальный расход воды был зарегистрирован 23 мая 1999 и составил 14,3 м³/с, при этом река нанесла существенные разрушения постройкам на и вблизи реки.
Так как большая часть реки была переделана в канал, что представляло опасность повторения разрушений, было принято решение о ренатурализации, для естественного разлива.
В реку впадают Хюнербах и Хунгербах.
Геннах протекает через города Бухлоэ и Швабмюнхен.